# Arrondissement Gray
Gray is een voormalig arrondissement in het departement Haute-Saône in de Franse regio Bourgogne-Franche-Comté. Het arrondissement werd op 17 februari 1800 gevormd en op 10 september 1926 opgeheven. De acht kantons werden bij de opheffing toegevoegd aan het arrondissement Vesoul.

## Kantons
Het arrondissement was samengesteld uit de volgende kantons:
- kanton Autrey-lès-Gray
- kanton Champlitte
- kanton Dampierre-sur-Salon
- kanton Fresne-Saint-Mamès
- kanton Gray
- kanton Gy
- kanton Marnay
- kanton Pesmes